# Gerard Salton
Gerard Salton (geboren als Gerhard Anton Sahlmann 8. März 1927 in Nürnberg; gestorben 28. August 1995) war Professor für Informatik an der Cornell University, Ithaca, NY, USA. Seine Forschung und sein Einsatz in Fachverbänden und -organisationen hatten maßgeblichen Einfluss auf die Entwicklung des Information Retrieval als eigenständiges Forschungsgebiet.

## Biographie
Gerhard Sahlmann war ein Sohn des Kaufmanns Rudolf Sahlmann und der Elisabet Tuchmann, er hatte einen jüngeren Bruder. Aus dem nationalsozialistischen Deutschland floh seine Familie 1938 zunächst nach Belgien, von dort nach Frankreich und schließlich in die Schweiz. 1947 immigrierte Gerard Salton in die USA, wo er 1952 eingebürgert wurde. 1950 heiratete er Mary Birnbaum. Aus der Ehe gingen zwei Kinder hervor.
Gerard Salton absolvierte ein Bachelor- (bis 1950) und Masterstudium (bis 1952) der Mathematik am Brooklyn College. 1958 wurde er an der Harvard University unter Howard Aiken promoviert. Er unterrichtete bis 1965 in Harvard, zunächst als Dozent (1958–1960), dann als Assistant Professor (1960–1965). 1965 wurde er als eines der Gründungsmitglieder des Instituts für Informatik auf eine Professur für Informatik an die Cornell University berufen. Gerard Salton hat Gastprofessuren an der Universität Grenoble, der Eidgenössischen Technischen Hochschule Zürich, der École polytechnique fédérale de Lausanne, sowie der Universität Konstanz wahrgenommen.

## Forschung
Schon während der Zeit in Harvard begann die Entwicklung des SMART-Systems (System for the Manipulation and Retrieval of Text), eines der einflussreichsten experimentellen Information-Retrieval-Systeme überhaupt. Dieses System, das über 30 Jahre akademischer Forschung hinweg unter der Ägide Gerard Saltons weiterentwickelt und verfeinert wurde, war die Basis für die Definition und experimentelle Überprüfung des Vektorraummodells (s. Dubin 2004) des Information Retrieval. Weitere Fragestellungen des Information Retrieval, zu denen die Forschungsarbeiten um das SMART-System wichtige Beiträge erzielten, sind die häufigkeitsbasierte Termgewichtung, das Relevance Feedback, das Passagenretrieval sowie die automatische Generierung von Hypertext-Verknüpfungen.

## Arbeit in Fachverbänden
Gerard Salton verstand es, sein Forschungsgebiet durch Mitarbeit in Forschungsorganisationen und -verbänden zu fördern und abzusichern. Unter den Funktionen, die er wahrgenommen hat, sind folgende besonders hervorzuheben:
- Mitglied im Vorstand der ACM
- Sprecher der SIGIR, der Special Interest Group on Information Retrieval der ACM.

## Auszeichnungen und Ehrungen
- 1962 Guggenheim-Stipendium
- 1983 „Award for Outstanding Contributions“ der SIGIR. Dieser Preis wird seit 1995 von der SIGIR als „Gerard Salton Award“ verliehen.
- 1988 „Humboldt-Senior-Scientist-Award“
- 1989 Verdienstpreis der ASIS&T
- 1970 Preis der ASIS&T (American Society for Information Science & Technology) für den besten wissenschaftliche Artikel und
- 1975 Preis der ASIS&T für das beste informationswissenschaftliche Buch
- 1995 „Fellow der ACM“

## Gerard Salton Award der ACM SIGIR
Zum Gedächtnis an die Leistungen Gerard Saltons für das Forschungsfeld Information Retrieval vergibt die Fachgruppe Information Retrieval (Special Interest Group Information Retrieval - SIGIR) der Association for Computing Machinery (ACM) alle drei Jahre den Gerard Salton Award, der als höchste wissenschaftliche Auszeichnung im Bereich Information Retrieval gilt. Zuletzt hat den Preis 2018 der Informatiker Kalervo P. Jarvelin erhalten. Gerard Salton war 1983 selbst der erste Preisträger gewesen, der Preis wurde nach seinem Tod zu seinen Ehren umbenannt.

## Publikationen und Herausgeberschaften
Gerard Salton hat mehr als 100 wissenschaftliche Artikel und Bücher publiziert:
- Schriftenverzeichnis von Gerard Salton in der DBLP Bibliographie
- Schriftenverzeichnis von Gerard Salton in der ACM Digital Library mit Volltextzugang
- Saltons Schriften im Citeseer: Documents Citations

Große Wirkung erzielten Saltons Lehrbücher über das Information Retrieval
- Salton, Gerard: Automatic Information Organization and Retrieval, New York, McGraw-Hill, 1968.
- Salton, Gerard; McGill, Michael J.: Introduction to modern information retrieval, New York, McGraw-Hill, 1983.
- Salton, Garard: Automatic Text Processing: The Transformation, Analysis, and Retrieval of Information by Computer. Reading, Mass., Addison-Wesley Publishing, 1989.

Gerard Salton war Haupt- und Mitherausgeber folgender Zeitschriften
- „Communications of the ACM“
- „Journal of the ACM“
- „ACM Transactions on Database Systems“
- „ACM Transactions on Information Systems“